# 穿母
穿母（tʂʰ與tɕʰ）是中古漢語三十六字母的一個聲母，屬正齒音，次清聲母。

## 三十六字母與切韻聲母
穿母由兩部分組成，二等韻部份稱爲「穿二」，對應了切韻音系的初母；三等韻部份分稱爲「穿三」，對應了昌母。